# Бондково-Єзьорне
Бондково-Єзьорне (пол. Bądkowo Jeziorne) — село в Польщі, у гміні Брудзень-Дужий Плоцького повіту Мазовецького воєводства.
Населення — 119 осіб (2011).
У 1975-1998 роках село належало до Плоцького воєводства.

## Демографія
Демографічна структура станом на 31 березня 2011 року:
|          | Загалом | Допрацездатний вік | Працездатний вік | Постпрацездатний вік |
| -------- | ------- | ------------------ | ---------------- | -------------------- |
| Чоловіки | 57      | 13                 | 39               | 5                    |
| Жінки    | 62      | 19                 | 29               | 14                   |
| Разом    | 119     | 32                 | 68               | 19                   |